# Igreja de Nossa Senhora da Vitória (Salvador)
A Igreja de Nossa Senhora da Vitória é um templo religioso católico situado em Salvador, município capital do estado brasileiro da Bahia. Foi construída pelos portugueses no século XVI e tombada pelo Instituto do Patrimônio Histórico e Artístico Nacional (Iphan) em outubro de 2007.
A paróquia está localizada na praça Rodrigues Lima (mais conhecida como Largo da Vitória) no início do Corredor da Vitória — importante ponto turístico da cidade, onde estão o Museu Carlos Costa Pinto, o Museu de Arte da Bahia e o Museu Geológico.

## Histórico

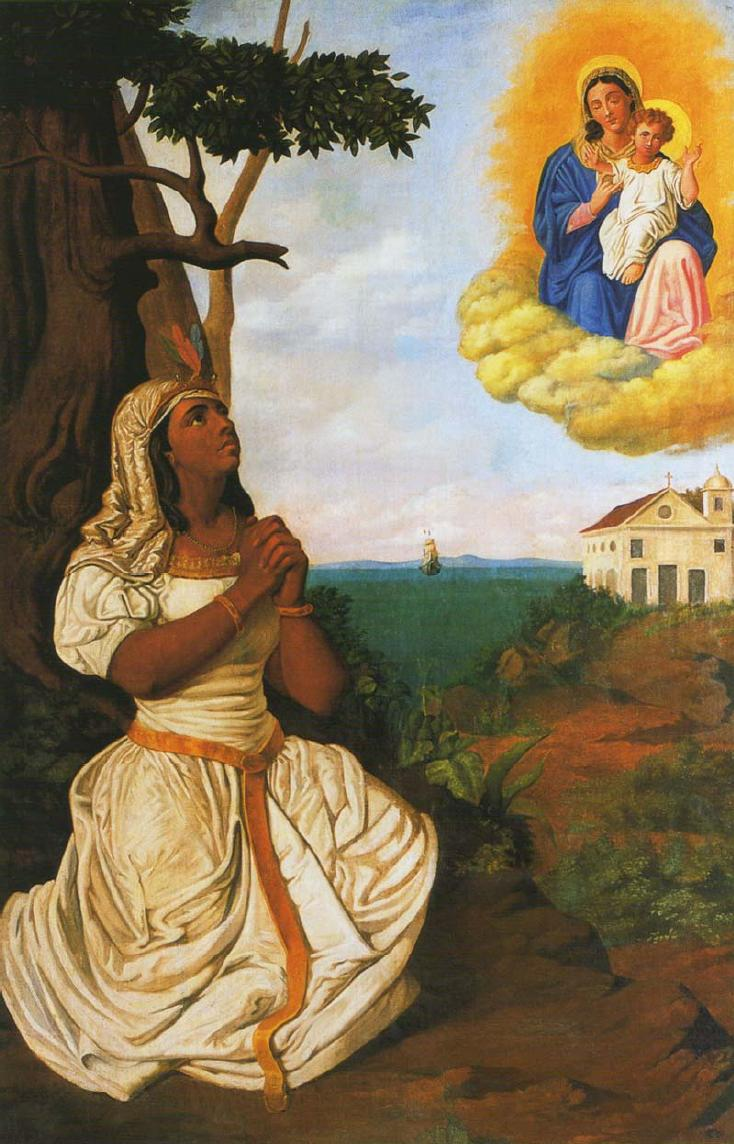
Igreja Vitória (ao fundo da pintura)

A Igreja de Nossa Senhora da Vitória foi erguida em meados do século XVI pelos portugueses, em torno de 1534 e 1561, e é a segunda mais antiga do país, subordinada à Arquidiocese de São Salvador da Bahia. Assume-se a construção da igreja neste período devido às inscrições tumulares existentes dentro da igreja que datam desta época.
Nesta Igreja foram realizados os casamentos das filhas de Diogo Álvares Correa, o Caramuru. Sua filha Magdalena casou-se com Affonso Rodrigues, português de Óbidos, e sua outra filha Filipa Alvares casou-se com Paulo Dias Adorno. Ela abriga um grande acervo de imagens barrocas da escola baiana do século XVIII em seu altar.
Após a reconquista da cidade que fora invadida pelos holandeses, a igreja original foi reconstruída. Em 1808, teve sua fachada trasladada, antes de frente para a Baía de Todos os Santos, após a modificação, passou a ter sua frente para o Largo da Vitória. Esta fachada está registrada na pintura de Manoel Lopes Rodrigues, intitulada "Sonho de Paraguaçu" (1871), ao fundo. Esta reforma foi realizada pela Companhia do Santíssimo Sacramento com recursos providos por Dom João e vários benfeitores.
Em 2007 foi tombada pelo Iphan, medida tomada devido à ameaça da especulação imobiliária na área; o tombamento definitivo ocorreu apenas em 2014 que além da igreja, foi tombado também o acervo móvel e integrado do templo. A edificação teve sua inscrição foi realizada no Livro do Tombo Histórico e no Livro do Tombo Arqueológico, Etnográfico e Paisagístico.
Em janeiro de 2015, após dezoito meses fechada para reforma, a igreja foi reaberta aos fiéis.

## Arquitetura
A Igreja de Nossa Senhora da Vitória passou por várias intervenções ao longo dos anos, tendo sua  fachada principal alterada para incluir elementos de estilo neoclássico em 1910, como o frontão triangular greco-romano em cima de colunas talhadas, com frisos, guirlandas e festões.
Internamente possui belos azulejos na capela-mor, afrescos dos Passos da Paixão decorando suas paredes, além de imagens barrocas do século XVIII. Também contém obras  de Joaquim Pereira de Matos Roseira (1789-1885), mestre entalhador que também executou obras na Igreja do Santíssimo Sacramento da Rua do Passo.
No restauro realizado em 2015, o objetivo era recuperar sua feição do início do século XX e demolir construções anexas feitas após esse período. Também foram restaurados os afrescos, pinturas seculares, lápides, pia batismal, objetos de arte sacra, altar-mor, forros da nave e telhado.

### Inscrições tumulares

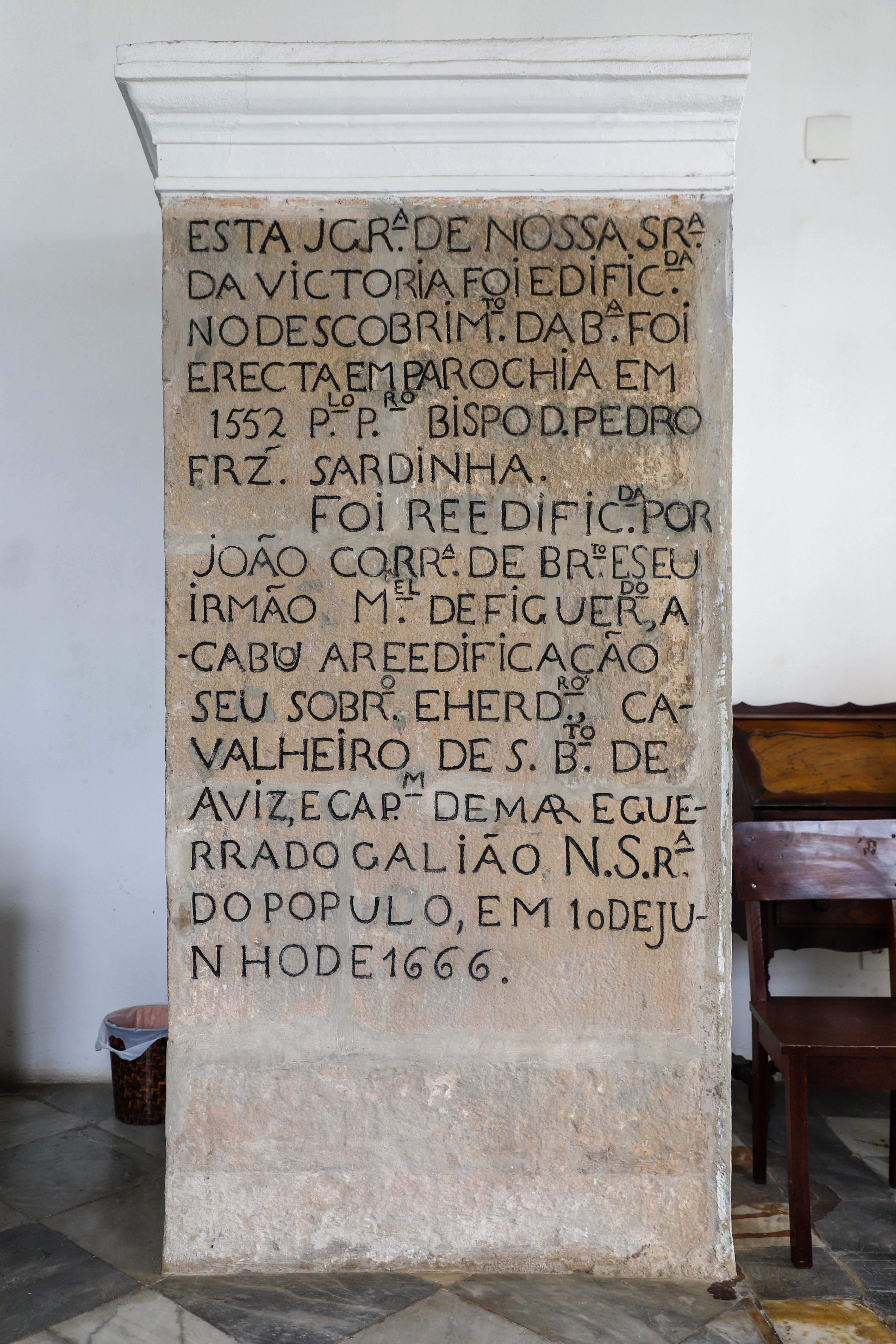
Uma das inscrições tumulares

As Inscrições Tumulares da Igreja da Vitória são quatro inscrições lapidares que se encontram na Igreja da Vitória. Uma das lápides é em comemoração à reedificação da igreja e foi realizada em 1809. Outra, é uma lápide da sepultura de Francisco Barros, responsável por uma das reedificações da igreja. As outras duas restantes são de descendentes do náufrago português Diogo Álvares Correia, o Carumuru, e de sua esposa, a indígena Catarina Paraguaçu. Uma delas datada de 1561. São jazigos de Affonso Rodrigues, genro de Caramuru, português, natural de Óbidos, que casou na Igreja da Vitória em 1534 com Magdalena Alvares. A outra de João Marante, marido de uma das netas de Caramuru.